# Sabor amargo

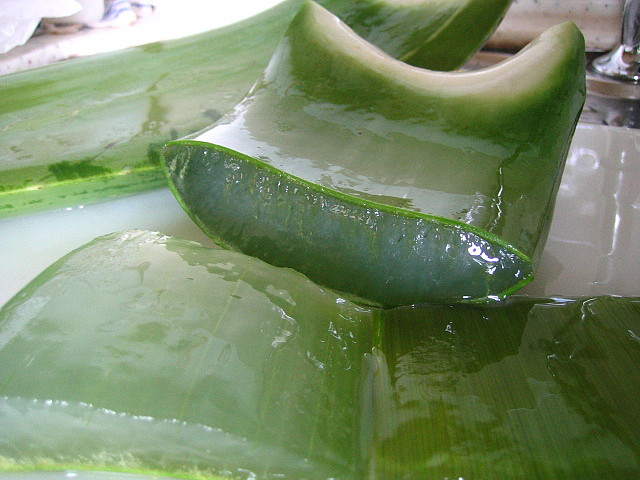
La sábila es una planta con sabor amargo.

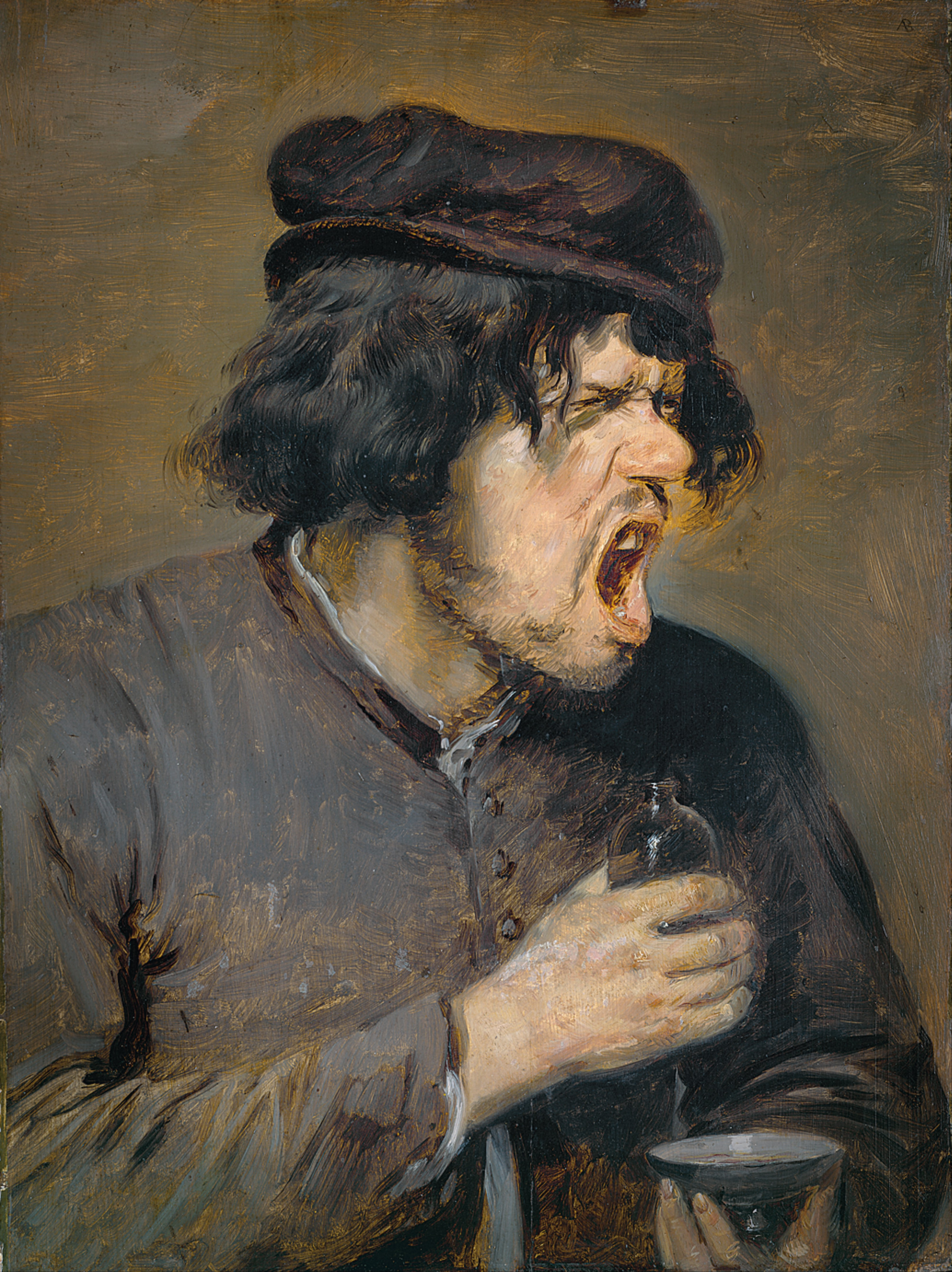
Der bittere Trank (La bebida amarga), cuadro de Adriaen Brouwer.

El sabor amargo es uno de los cinco sabores básicos. Es el más necesitado de los hábitos para que sea gusto adquirido y se debe a que es quizás el más desagradable de los cinco. Se suele creer que dicho sabor se detecta mediante las papilas gustativas ubicadas en la parte posterior de la lengua, sin embargo, se trata de un mito. Los investigadores de la biología evolutiva han sugerido que este sabor es interpretado como desagradable en muchas culturas debido al mecanismo de defensa que muestra la necesidad de sobrevivir evitando los envenenamientos, esto es así debido a que la mayoría de los venenos son amargos en su sabor. Se ha descubierto a comienzos del siglo XXI que los receptores de la sensación de amargo son unos sensores denominados T2R. 

## Química de lo amargo

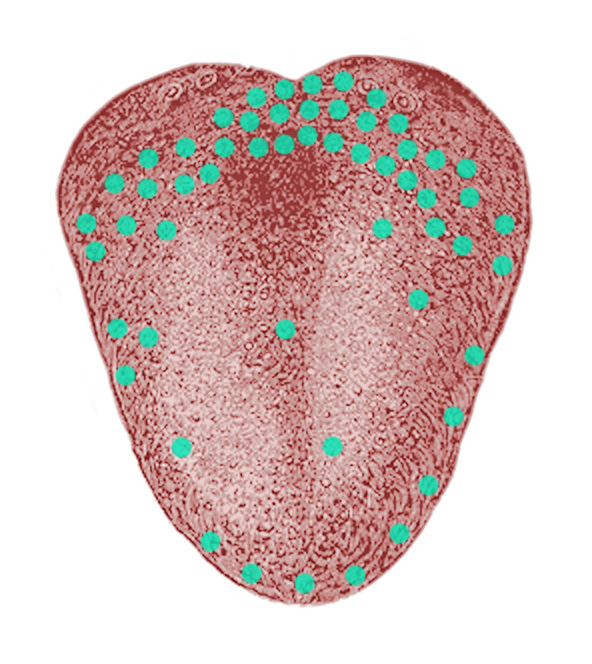
Posiciones de la lengua donde se detectan los sabores amargos.

El mecanismo químico que afecta a la percepción de lo amargo es muy complejo, se sabe que en un gran número de casos, las sustancias que proporcionan amargor son sales inorgánicas de peso molecular alto. Investigadores de la Howard Hughes Medical Institute (HHMI) en la Universidad de California, San Diego y sus colegas de la National Institute of Dental and Craniofacial Research (NIDCR) identificaron en marzo del año 2000 una nueva familia de genes que codifican proteínas que tienen funciones de recepción de sabores amargos. La mayoría de los medicamentos poseen un sabor amargo: un ejemplo claro es la aspirina y la mayoría de los antibióticos.
Algunas sales inorgánicas pueden tener también sabor amargo, caso de las sales de magnesio, cobre, tungsteno, etc.

## Alimentos amargos
Los alimentos amargos como son por ejemplo el café puro sin endulzar, el chocolate no edulcorado, el melón amargo o calabaza amarga, la cerveza (debido a su contenido de lúpulo), las olivas sin curar, la piel de los cítricos, muchas plantas de la familia de las brassicaceae, el diente de león y la escarola, la berenjena (se puede mitigar salándola), el zumo de limón (cuando estos están muy maduros o en descomposición) y de pomelo. La quinina, empleada como profiláctico para la lucha contra la malaria, además de ser el componente de las aguas tónicas. En algunas verduras se ha demostrado que el sabor amargo es una reacción contra el envenenamiento, de esta forma el receptor de gusto amargo denominado TAS2R38 puede detectar glucosinolatos (como el Kohlrabi, los nabos, etc.). Las patatas también pueden resultar amargas cuando tienen coloración verdosa; en este caso pueden resultar tóxicas por su contenido en solanina. Por su parte, las zanahorias pueden tomar sabor amargo si se almacenan junto con las manzanas, ya que estas últimas emiten etileno, lo cual provoca este efecto.
La melaza de remolacha, a diferencia de la de caña, posee un sabor intensamente amargo, mientras que en la última lo amargo es tan sólo un pequeño regusto.
En algunos casos el sabor amargo se emplea de forma deliberada para hacer bebidas, como es el caso de los cócteles para los que suelen emplearse preparados con sabor amargo, como el Amargo de Angostura. Algunas bebidas son tan afamadas gracias a este sabor amargo como son el caso de Disaronno Amaretto, Campari y Fernet Branca. De la misma forma el sabor amargo se emplea en algunos postres y refrescos, para realzar el sabor dulce de los mismos: es el caso del licor amareto (ligeramente amargo de sabor) que es vertido sobre los helados.